# Abubaker Kaki
Abubaker Kaki Khamis, né le 21 juin 1989 à Elmuglad et mort le 12 avril 2025 à El Fasher[source insuffisante], est un athlète soudanais spécialiste du demi-fond.

## Carrière
Abubaker Kaki se révèle durant l'année 2005 en remportant la médaille de bronze des Championnats du monde jeunesse, compétition mettant aux prises les meilleurs athlètes internationaux de moins de dix-huit ans. Sixième des Championnats du monde juniors 2006, il dispute l'année suivante sa première compétition internationale en catégorie sénior à l'occasion des Championnats du monde d'Osaka. Le Soudanais est éliminé en séries du 800 mètres en 1 min 46 s 38.
Il établit en début de saison 2008 en 2 min 15 s 7 la meilleure performance de l'année en salle sur 1 000 mètres. Figurant parmi les favoris des Championnats du monde en salle de Valence, le 9 mars 2008, Abubaker Kaki parvient à monter sur la plus haute marche du podium du 800 mètres et réalise un nouveau record personnel sur la distance en 1 min 44 s 81, devançant notamment le Sud-africain Mbulaeni Mulaudzi et le Bahreïnien Youssef Saad Kamel. Avec cette victoire, le Soudanais devient à 18 ans et 269 jours le plus jeune champion du monde d'athlétisme masculin en salle. Le 6 juin 2008, Kaki remporte le meeting des Bislett Games d'Oslo, deuxième étape de la Golden League 2008. Il établit à cette occasion un nouveau record du monde junior du 800 mètres en 1 min 42 s 69, améliorant de près d'une seconde la précédente meilleure marque mondiale détenu par le Kényan Japheth Kimutai depuis l'année 1997. Le 11 juillet, à Bydgoszcz, Abubaker Kaki devient champion du monde junior du 800 mètres en 1 min 45 s 60. Sélectionné pour les Jeux olympiques de Pékin, il quitte la compétition au stade des demi-finales.
En 2009, Abubaker Kaki est éliminé prématurément des Championnats du monde de Berlin après avoir trébuché lors des demi-finales du 800 mètres. Le 14 mars 2010, aux Championnats du monde en salle de Doha, le Soudanais remporte son deuxième titre planétaire consécutif en 1 min 46 s 23, devançant le Kényan Boaz Kiplagat Lalang et le Polonais Adam Kszczot.
En Ligue de diamant 2010 à Monaco, il remporte l'épreuve du 800 m en 1 min 43 s 10, 3e meilleur temps de l'année, juste après son 1 min 42 s 23 à Oslo le 4 juin qui constituait son record national. À Daegu 2011, il remporte la toute première médaille pour son pays, le Soudan, lors de Championnats du monde en plein air, en étant distancé par l'intouchable Kényan Rudisha (après ses deux médailles d'or en salle).
Abubaker Kaki meurt le 12 avril 2025 à El Fasher à la suite d'un bombardement d'artillerie des Forces de soutien rapide pendant le siège d'El Fasher.

## Palmarès
| Date | Compétition                    | Lieu             | Résultat | Épreuve   |
| ---- | ------------------------------ | ---------------- | -------- | --------- |
| 2005 | Championnats du monde cadets   | Marrakech        | 3e       | 1 500 m   |
| 2006 | Championnats du monde juniors  | Pékin            | 6e       | 800 m     |
| 2007 | Championnats panarabes         | Amman            | 1er      | 800 m     |
| 2007 | Jeux mondiaux militaires       | Hyderabad        | 2e       | 800 m     |
| 2007 | Jeux africains                 | Alger            | 1er      | 800 m     |
| 2007 | Jeux panarabes                 | Le Caire         | 1er      | 800 m     |
| 2007 | Jeux panarabes                 | Le Caire         | 1er      | 1 500 m   |
| 2007 | Jeux panarabes                 | Le Caire         | 2e       | 4 × 400 m |
| 2008 | Championnats du monde en salle | Valence          | 1er      | 800 m     |
| 2008 | Championnats d'Afrique         | Addis-Abeba      | 2e       | 4 × 400 m |
| 2008 | Championnats du monde juniors  | Bydgoszcz        | 1er      | 800 m     |
| 2010 | Championnats du monde en salle | Doha             | 1er      | 800 m     |
| 2010 | Ligue de diamant               | Ligue de diamant | 2e       | détails   |
| 2011 | Championnats du monde          | Daegu            | 2e       | 800 m     |
| 2012 | Jeux olympiques                | Londres          | 7e       | 800 m     |

## Records
| Épreuve      | Épreuve | Performance   | Lieu      | Date            |
| ------------ | ------- | ------------- | --------- | --------------- |
| En plein air | 800 m   | 1 min 42 s 23 | Oslo      | 4 juin 2010     |
| En plein air | 1 000 m | 2 min 13 s 62 | Eugene    | 3 juillet 2010  |
| En plein air | 1 500 m | 3 min 31 s 76 | Monaco    | 22 juillet 2011 |
| En salle     | 800 m   | 1 min 44 s 81 | Valence   | 9 mars 2008     |
| En salle     | 1 000 m | 2 min 15 s 77 | Stockholm | 21 février 2008 |

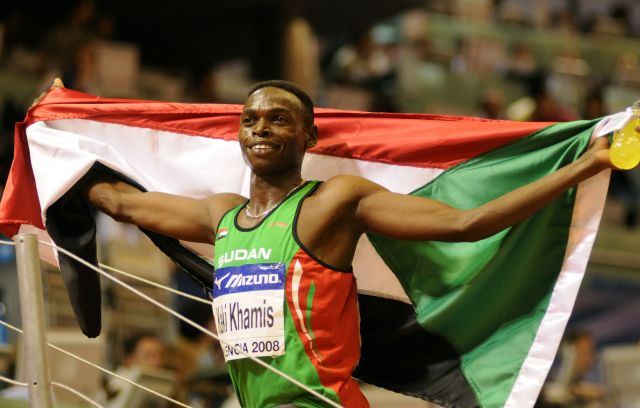
Abubaker Kaki remportant son premier titre mondial en salle, à Valence en 2008.

- Record du monde junior du 800 m: 1 min 42 s 69 le 6 juin 2008 au Bislett Games battu par Nijel Amos le 9 août 2012 en 1 min 41 s 73.